# 達城公園駅
達城公園駅（タルソンゴンウォンえき）は、大韓民国大邱広域市中区にある大邱交通公社（DTRO）3号線の駅である。駅番号は327。

## 駅構造
相対式ホーム2面2線の高架駅。
のりば
※のりば番号の設定は無し。
| 上り | ●大邱都市鉄道3号線 | 北区庁・院垈・漆谷慶大病院方面 |
| 下り | ●大邱都市鉄道3号線 | 西門市場・青蘿の丘・龍池方面   |

## 駅周辺
- 大邱達城洞支店
- 大邱中部警察署西門地区隊
- 城内3洞住民センター
- 大邱広域市中央保健所
- 大韓赤十字社大邱慶北赤十字血液院
- KT&G大邱支社
- 達城公園
- 大邱郷土歴史館
- 大邱寿昌初等学校

## 歴史
- 2015年4月23日: 3号線の開業とともに開業。

## 隣の駅
大邱交通公社
●3号線
北区庁駅 (326) - 達城公園駅 (327) - 西門市場駅 (328)